# Juan 1:1

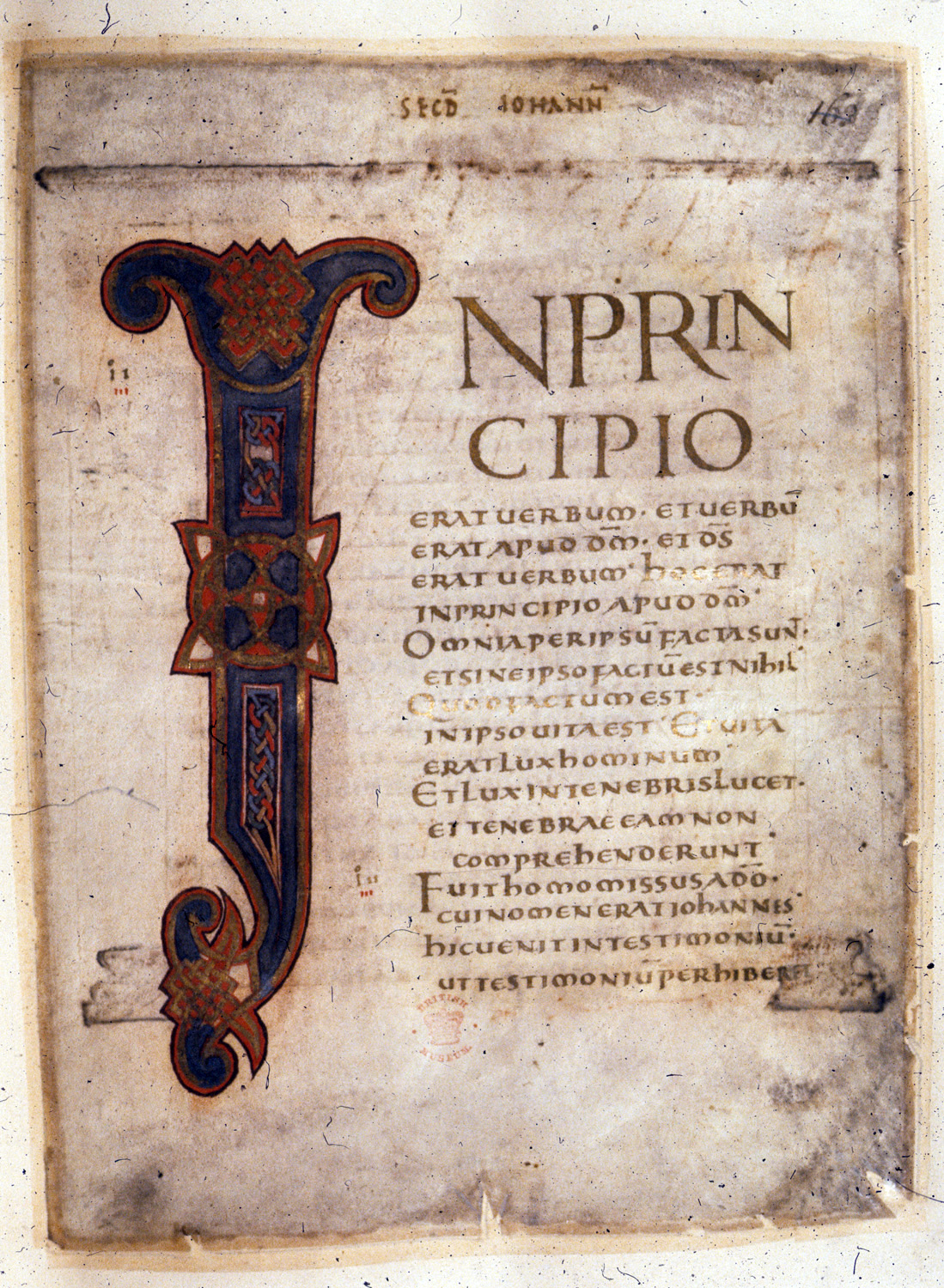
Primera página del Evangelio de Juan de los Evangelios de la Coronación,.

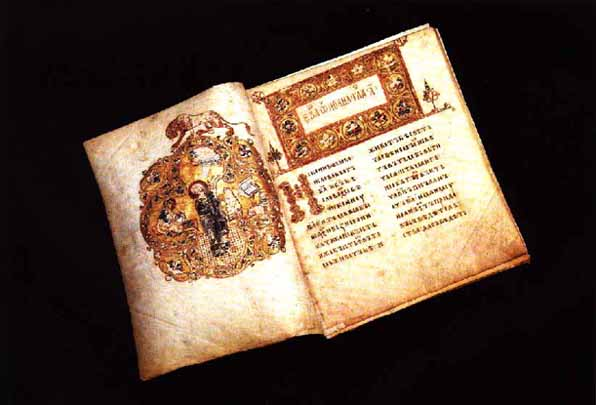
Juan 1:1 en el Evangeliario de Ostromir, con el retrato de Juan Evangelista, 1056 o 1057.

Juan 1, 1 es el primer versículo del Evangelio de Juan. La versión Reina-Valera 1960 del versículo lee «En el principio era el Verbo, y el Verbo era con Dios, y el Verbo era Dios». La frase «el Verbo» (una traducción de la palabra griega «Logos») es ampliamente interpretada como una referencia a Jesús, como se indica en otros versículos más adelante en el mismo capítulo. Este verso y otros en toda la literatura joánica conectan la comprensión cristiana de Jesús a la idea filosófica del Logos y la literatura sapiencial hebrea. También preparan el escenario para después entender el desarrollo de la teología trinitaria a principios de la era post-bíblica.
Según Matthew Henry (1662-1714) en su comentario, Jesús es llamado el «Verbo» en este versículo porque él era el Hijo de Dios enviado a la tierra para revelar la mente de su Padre al mundo. Él afirma que una simple lectura del verso tiene a Juan el Evangelista haciendo entender el versículo como prueba de que Jesús es Dios; que Jesús ha estado con y existió como Dios Padre desde el principio, el Verbo era con Dios, y el Verbo era Dios.
La traducción adecuada del texto original griego koiné sigue siendo una fuente de intenso debate entre los traductores de la Biblia.

## Fuente de texto y traducciones
| Griego koiné              | Ἐν ἀρχῇ ἦν ὁ λόγος, καὶ ὁ λόγος ἦν πρὸς τὸν θεόν, καὶ θεός ἦν ὁ λόγος.                           |
| Romanización del griego   | En archē ēn ho Lógos, kai ho Lógos ēn pros ton Theón, kai Theós ēn ho Lógos.                     |
| Griego al español         | En el principio era el Verbo, y el Verbo era con el Dios, y Dios era el Verbo.                   |
| Griego alternativo        | (principio: original, fundación, origen, principio) (Palabra: razón, dicho) (con: hacia, frente) |
| Peshitta siríaca          | ܒ݁ܪܺܫܺܝܬ݂ ܐܺܝܬ݂ܰܘܗ݈ܝ ܗ݈ܘܳܐ ܡܶܠܬ݂ܳܐ ܘܗܽܘ ܡܶܠܬ݂ܳܐ ܐܺܝܬ݂ܰܘܗ݈ܝ ܗ݈ܘܳܐ ܠܘܳܬ݂ ܐܰܠܳܗܳܐ ܘܰܐܠܳܗܳܐ ܐܺܝܬ݂ܰܘܗ݈ܝ ܗ݈ܘܳܐ ܗܽܘ ܡܶܠܬ݂ܳܐ ܀                    |
| Transliteración siríaca   | brīšīṯ ʾiṯawhi milṯā, whu milṯā ʾiṯauhi hwā luaṯ ʾalāhā; wʾalāhā iṯauhi hwā hu milṯā             |
| Copto sahídico            | ϨΝ ΤЄϨΟΥЄΙΤЄ ΝЄϤϢΟΟΠ ΝϬΙΠϢΑϪЄ, ΑΥШ ΠϢΑϪЄ ΝЄϤϢΟΟΠ ΝΝΑϨΡΜ ΠΝΟΥΤЄ. ΑΥШ ΝЄΥΝΟΥΤЄ ΠЄ ΠϢΑϪЄ            |
| Transliteración copta     | Hn teHoueite neFSoop nCi pSaJe auw pSaJe neFSoop nnaHrm pnoute auw neunoute pe pSaJe.            |
| Copto sahídico al español | En el principio existía el Verbo y el Verbo existía con el Dios y un Dios era el Verbo.          |
| Vulgata latina            | In principio erat Verbum et Verbum erat apud Deum et Deus erat Verbum                            |
| Latín al español          | En principio era el Verbo y el Verbo estaba junto a (al lado) Dios y Dios era el Verbo.          |
| Latín alternativo         | (al lado: por, al lado, cerca, al lado de)                                                       |

### Juan 1:1 en versiones españolas
La traducción más común en español es:
En el principio era el Verbo, y el Verbo era con Dios, y el Verbo era Dios.
Según Murray J. Harris, «[Es] evidente que en la traducción ‹el Verbo era Dios›, el término Dios está siendo utilizado para denotar su naturaleza o esencia, y no su persona. Pero en el uso del inglés normal ‹Dios› es un nombre propio, en referencia a la persona del Padre o corporativamente a las tres personas de la Trinidad. Por otra parte, ‹el Verbo era Dios› sugiere que ‹el Verbo› y ‹Dios› son términos convertibles, que la proposición es un movimiento alternativo. Pero la Palabra no es ni el Padre ni la Trinidad [...]. La traducción no puede sostenerse sin ninguna explicación». Las traducciones de James Moffatt, Hugh J. Schonfield y Edgar Goodspeed interpretan esa parte del versículo como «[...] y el Verbo era divino».
Un Comentario Ortodoxo Bíblico anota: «Este segundo theos también podría traducirse ‹divina› como la construcción indica ‹un sentido cualitativo para theos›. El Verbo no es Dios en el sentido de que es la misma persona que los theos mencionados en 1:1a; él no es Dios Padre (Dios absolutamente como en el uso común del Nuevo Testamento) o la Trinidad. El punto que se desarrollado es que el Logos es de la misma naturaleza increada o esencia como Dios el Padre, con quien existe eternamente. Este verso se repite en el Credo de Nicea: ‹Dios (cualitativo o derivado) de Dios (personal, el Padre), Luz de Luz, Dios verdadero de Dios verdadero [...] homoousion con el Padre›».
Otras variantes de traducción de Juan 1:1 son:
- Good News Bible (1966, 2001) lee: «...y él era lo mismo que Dios».
- Revised English Bible (1970, 1989) lee: «...y lo que Dios era, la Palabra era».
- La Biblia de Wycliffe (siglo XIV, desde la Vulgata latina del siglo IV) lee: «En el principio era el Verbo, y el Verbo era con Dios, y Dios era el Verbo».
- La Wuest Expanded Translation (1956) lee: «En el principio fue el Verbo existente. Y el Verbo estaba en comunión con Dios Padre. Y el Verbo era en cuanto a su esencia absoluta deidad».[9]
- Thomas Belsham, The New Testament, in An Improved Version, Upon the Basis of Archbishop Newcome’s New Translation: With a Corrected Text (1808) lee: «...y el Verbo era un dios».
- A New Emphatic Version (1864) lee: «el LOGOS era Dios, esto fue en el principio con Dios».
- Benjamin Wilson, The Emphatic Diaglott (1864) lee: «y un dios era el Verbo».
- La Traducción de la Biblia de Joseph Smith (1867) lee: «En el principio era el evangelio predicado por medio del Hijo. Y el evangelio era la palabra, y la palabra estaba con el Hijo, y el Hijo estaba con Dios, y el Hijo era de Dios».
- John M. P. Smith y Edgar J. Goodspeed, The Bible—An American Translation (1935) lee: «y el Verbo era divino».
- Hugh J. Schonfield, The Authentic New Testament (1935) lee: «por lo que el Verbo era divino».
- Johannes Schneider, Das Evangelium nach Johannes (1978) lee: «y semejante a un dios era el Logos».

Otras traducciones de Juan 1:1 se pueden encontrar en la referencia.

### Dificultades
El texto de Juan 1:1 tiene un pasado sórdido y un sinnúmero de interpretaciones. Con el griego solo, podemos crear empatía, ortodoxia, declaraciones como credo, o podemos cometer herejía pura y sin adulterar. Desde el punto de vista de la historia de la iglesia temprana, la herejía se desarrolla cuando surge un malentendido en relación con los artículos griegos, el predicado nominativo y el orden de las palabras gramaticales. La herejía en la iglesia primitiva del sabelianismo entiende Juan 1:1c leyendo «y el Verbo era el Dios». La herejía del arrianismo en la iglesia primitiva entendía la lectura «y el Verbo era un dios».
— David A. Reed.
Hay dos cuestiones que afectan a la traducción del verso, la teología y la correcta aplicación de las reglas gramaticales. La teología común de que Jesús es Dios, naturalmente, nos lleva a creer que la forma correcta de representar el versículo es el que es el más popular. La teología opuesta, que Jesús está subordinado a Dios como su agente Jefe, conduce a la conclusión de que «...un dios» o «...divino» es la lectura adecuada. Estudiosos como Bruce M. Metzger y Samuel J. Mikolaski se oponen firmemente a la traducción «...un dios» mientras que otros, como Jason BeDuhn y Murray J. Harris, creen que es posible o incluso preferible.

### Teología
Las creencias en competencia han causado controversia sobre si Jesús era el único Dios, o era un dios, menor que y completamente distinto de Dios.
Orígenes de Alejandría, un profesor de gramática griega del siglo III, escribió sobre el uso del artículo definido:
A continuación observamos el uso de Juan del artículo en estas frases. Él no escribe sin cuidados en este sentido, ni está familiarizado con las sutilezas de la lengua griega. En algunos casos se utiliza el artículo, y en otros se omite. Añade el artículo al Logos, pero en el nombre de Dios lo añade algunas veces solamente. Él utiliza el artículo, cuando el nombre de Dios se refiere a la causa increada de todas las cosas, y omite cuando el Logos se denomina Dios [...]. El verdadero Dios, entonces, es El Dios (ho theos).
En De Principiis, por otro lado, Orígenes señala:
 Jesucristo en los últimos tiempos [...] se hizo hombre y fue encarnado aunque era Dios y mientras era hombre permaneció siendo el Dios que era.
Cirilo de Alejandría, por su parte, escribiendo sobre Juan 20:28, recuerda que Jesús es llamado por Tomás «ho Theos, el Dios» (In Joh. 1109c).

### Gramática
Un punto importante de discusión, ya que los theos en cuestión se reproducen sin el artículo definido (el), dentro del debate gramatical es la correcta aplicación de la regla de Colwell, establecida por el erudito en idioma griego E.C. Colwell, que establece:
El primer versículo del Evangelio de Juan contiene uno de los muchos pasajes donde esta regla sugiere la traducción de un predicado como un sustantivo definido Kai theos en ho logos se ve mucho más como «Y el Verbo era Dios» que «Y el Verbo era divino» cuando visto con referencia a esta regla. La ausencia del artículo no hace al predicado indefinido o cualitativo cuando precede al verbo, es indefinida en esta posición sólo cuando el contexto lo exige. El contexto no hace tal demanda en el Evangelio de Juan, ya que esta declaración no puede considerarse extraña en el prólogo del evangelio que alcanza su punto culminante en la confesión de Tomás (Juan 20:28).
La cuestión es si la regla de Colwell aplica a Juan 1:1, y si es un estándar fiable por el cual las construcciones gramaticales de este tipo deben medirse. Se ha señalado que la regla de Colwell no ayuda al determinar definitud. Rodney J. Decker afirmó, «a menudo ha sido mal utilizada por los defensores bien intencionados de la deidad de Cristo».
Daniel B. Wallace argumenta que el uso de los theos sin artículo (la falta del artículo definido antes del segundo theos) es debido a su uso como sustantivo cualitativo, describiendo la naturaleza o esencia del Verbo, no se debe a la regla de Colwell.
La traducción como «un dios» es justificada por algunos no-trinitarios comparándolo con Hechos 28:6, que afirman tiene una construcción gramatical similar: «Ellos estaban esperando que él se hinchase, o cayese muerto de repente; mas habiendo esperado mucho, y viendo que ningún mal le venía, cambiaron de parecer y dijeron que era un dios». Sin embargo, se señala que las palabras hebreas El, HaElohim y Yahweh (todo lo referente a Dios) se representan como theos sin artículo en la Septuaginta en Nahúm 1:2, Isaías 37:16, 41:4, Jeremías 23:23 y Ezequiel 45:9, entre muchos otros lugares. Además,  los theos sin artículo del Nuevo Testamento son utilizados para referirse a Dios en otros lugares, entre ellos Juan 1:18a, Romanos 8:33, 2 Corintios 5:19, 6:16 y Hebreos 11:16 (aunque las dos últimas referencias tienen un aspecto adjetivo para ellos). Construcciones tanto sin o con artículo por sí mismas, sin contexto, no pueden determinar la forma de conciliar en un idioma de destino.
En el número de octubre de 2011 de la Journal of Theological Studies, Brian J. Wright y Tim Ricchuiti señalaron que el artículo indefinido en la traducción copta, de Juan 1:1, tiene un significado cualitativo. Muchos de estos sucesos de sustantivos cualitativos se identifican en el Nuevo Testamento copto, incluyendo 1 Juan 1:5 y 1 Juan 4:8. Por otra parte, el artículo indefinido se usa para referirse a Dios en Deuteronomio 4:31 y Malaquías 2:10.
El estudioso copto George Horner reproduce Juan 1:1c desde el Sahidic copto de como «y [un] Dios era el Verbo», mientras que en una nota menciona, «los corchetes reproducen las palabras utilizadas por el copto y no requeridas por el inglés».

### Paralelos
La primera parte del primer versículo del Evangelio de Juan: «En el principio (archē) era el Verbo (logos)» es comparada con:
- Lucas 1:2

«tal como nos lo enseñaron los que desde el principio (archē) lo vieron con sus ojos, y fueron ministros de la palabra (logos)».
- 1 Juan 1:1

«Lo que era desde el principio (archē), lo que hemos oído, lo que hemos visto con nuestros ojos, lo que hemos contemplado, y palparon nuestras manos tocante al Verbo (logos) de vida».
La sección final del mismo versículo: «era Dios (theós)» es comparada con:
- Hechos 28:6

«Ellos estaban esperando que él se hinchase, o cayese muerto de repente; mas habiendo esperado mucho, y viendo que ningún mal le venía, cambiaron de parecer y dijeron que era un dios (theón)» (RVR1960).
«Y ellos esperaban que comenzara a hincharse, o que súbitamente cayera muerto. Pero después de esperar por largo rato, y de no observar nada anormal en él, cambiaron de parecer y decían que era un dios (theón)» (LBLA).
«La gente esperaba que se hinchara o cayera muerto de repente, pero después de esperar un buen rato y de ver que nada extraño le sucedía, cambiaron de parecer y decían que era un dios (theón)» (NVI).
Interlineal:
| hoi | de   | prosedokōn              | auton  | mellein         | pimprasthai    | ē | katapiptein | aphnō      | nekron |
| οἱ  | δὲ   | προσεδόκων              | αὐτὸν  | μέλλειν         | πίμπρασθαι     | ἢ | καταπίπτειν | ἄφνω       | νεκρόν |
| -   | Pero | ellos estaban esperando | que él | estuviera yendo | [a] inflamarse | o | cayese      | de repente | muerto |
| epi                | poly   | de          | autōn | prosdokōntōn | kai | theōrountōn | mēden  | atopon | eis | auton | ginomenon |
| ἐπὶ                | πολὺ   | δὲ          | αὐτῶν | προσδοκώντων | καὶ | θεωρούντων  | μηδὲν  | ἄτοπον | εἰς | αὐτὸν | γινόμενον |
| después de un rato | grande | sin embargo | ellos | esperaban    | y   | veían       | ningún | mal    | a   | él    | pasar     |
| metabalomenoi                | elegon  | auton    | einai | theon   |
| μεταβαλόμενοι                | ἔλεγον  | αὐτὸν    | εἶναι | θεόν    |
| habiendo cambiado su opinión | dijeron | [que] él | era   | un dios |
Textus Receptus 1894:
| οι  | δε  | προςεδοκων         | αyτον | μελλειν           | πιμπραςθαι           | η  | καταπιπτειν        | αφνω     | νεκρον |
| hoi | de  | prosedokOn         | auton | mellein           | pimprasthai          | E  | katapiptein        | aphnO    | nekron |
| THE | YET | THEY-TOWARD-SEEMED | him   | TO-BE-beING-ABOUT | TO-BE-beING-INFLAMED | OR | TO-BE-DOWN-FALLING | suddenly | DEAD   |
| επι | πολυ | δε  | αyτων   | προςδοκωντων   | και | θεωρουντων   | μηδεν      | ατοπον    | εις  | αυτον | γινομενον |
| epi | polu | de  | autOn   | prosdokOntOn   | kai | theOrountOn  | mEden      | atopon    | eis  | auton | ginomenon |
| ON  | much | YET | OF-them | TOWARD-SEEMING | AND | OF-beholdING | NO-YET-ONE | UN-PLACED | INTO | him   | BECOMING  |
| μεταβαλλομενοι | ελεγον    | θεον  | αyτων | ειναι |
| metaballomenoi | elegon    | theon | auton | einai |
| after-CASTING  | THEY-said | god   | him   | TO-BE |

## Logos
La palabra griega λόγος o logos es una palabra con varios significados. A menudo se traduce al español como «Verbo» (o «Palabra»), pero también puede significar pensamiento, habla, cuenta, es decir, razón, proporción, principio, estándar, o lógica, entre otras cosas. Tiene un uso variado en los campos de la filosofía, la psicología analítica, la retórica y la religión.

## Cristología
De los Evangelios, Juan tiene la más alta y explícita cristología. Aquí Jesús es el Hijo Unigénito de Dios, el Camino, la Verdad, la Vida, la vid verdadera, etc. En 1:1, Juan identifica a Jesús como el Logos, el que hizo que la existencia del mundo creado fuera posible.
En la comprensión cristiana ortodoxa de la cristología de Juan, la concepción de que Jesucristo es el Logos ha sido importante en el establecimiento de la doctrina de la divinidad de Jesús, así como la de la Trinidad, como se establece en el Credo de Calcedonia.
El debate sobre la naturaleza de Cristo del siglo I a través del Concilio de Calcedonia (451 d. C.) debe entenderse a la luz de la visión del mundo dominante del dualismo platónico. El platonismo se divide normalmente en cuatro períodos: Antigua Academia (347-267 a. C.), Nueva Academia (267-80 a. C.), el platonismo medio (80 a. C.-250 d. C.), y el neoplatonismo (250 d. C. a través de la Reforma).
Algunos estudiosos de la Biblia han sugerido que Juan hizo uso creativo de doble sentido en la palabra Logos para comunicar a ambos: judíos, que estaban familiarizados con la tradición sapiencial en el judaísmo; y el politeísmo helénico, especialmente los seguidores de Filón, a menudo llamado judaísmo helenístico. Cada uno de estos dos grupos tenían su propia historia asociada con el concepto del Logos, y cada uno podría entender el uso de Juan de la expresión en uno o ambos de esos contextos. Especialmente para los griegos, sin embargo, Juan convierte el concepto del Logos en su cabeza cuando afirmó «Y el Logos se hizo carne y habitó entre nosotros» (v. 14).
Gordon Clark traduce Logos como «lógica» en los primeros versículos del Evangelio: «En el principio era la lógica, y la lógica estaba con Dios y la lógica era Dios». Se refería a entender por esta traducción que las leyes de la lógica estaban contenidas en la Biblia misma y por lo tanto no eran un principio secular impuesto a la cosmovisión cristiana.
Siguiendo las traducciones jesuitas del siglo XVIII, hoy en día la mayoría de las traducciones de la Biblia chinas usan la palabra «Tao» en Juan 1:1 para traducir Logos, a raíz de la utilización de «Idea» en el taoísmo.
En la cristología unitaria hay otras interpretaciones de Juan 1:1. En los comentarios sobre Juan cap. 1 de Lelio Sozzini (Zúrich, c. 1559) y su sobrino Fausto Sozzini (Lyon, c. 1562) la «palabra» se «hizo carne» se toma como una referencia al nacimiento virginal, y no a la preexistencia personal de Cristo. Los pasajes del Nuevo Testamento que se refieren al Logos fueron explicados por Fausto Sozzini como relacionada con la obra conocida de antemano de Cristo como el autor de la nueva creación, no como en relación con la «vieja» creación del Génesis. Fausto Sozzini se propone a «totalmente desplatonizar» la lectura de Juan 1:1-15.